# Doñinos de Ledesma
Doñinos de Ledesma ist eine kleine westspanische Gemeinde (municipio) in der Provinz Salamanca in der Autonomen Gemeinschaft Kastilien-León. 2024 hatte die Gemeinde 65 Einwohner. Neben dem Hauptort Doñinos de Ledesma gehören die Ortschaften Zafrón, Tuta und Tajurmientos sowie die Wüstungen Las Dehesitas, Gudino, Tozas und Valderas zur Gemeinde.

## Geographie
Doñinos de Ledesma befindet sich etwa 28 Kilometer westnordwestlich vom Stadtzentrum der Provinzhauptstadt Salamanca in einer Höhe von 845 m. 

## Bevölkerungsentwicklung
| Jahr      | 1900 | 1920 | 1950 | 1970 | 1981 | 1991 | 2001 | 2011 | 2021 |
| Einwohner | 356  | 297  | 291  | 261  | 185  | 117  | 109  | 84   | 63   |

## Sehenswürdigkeiten

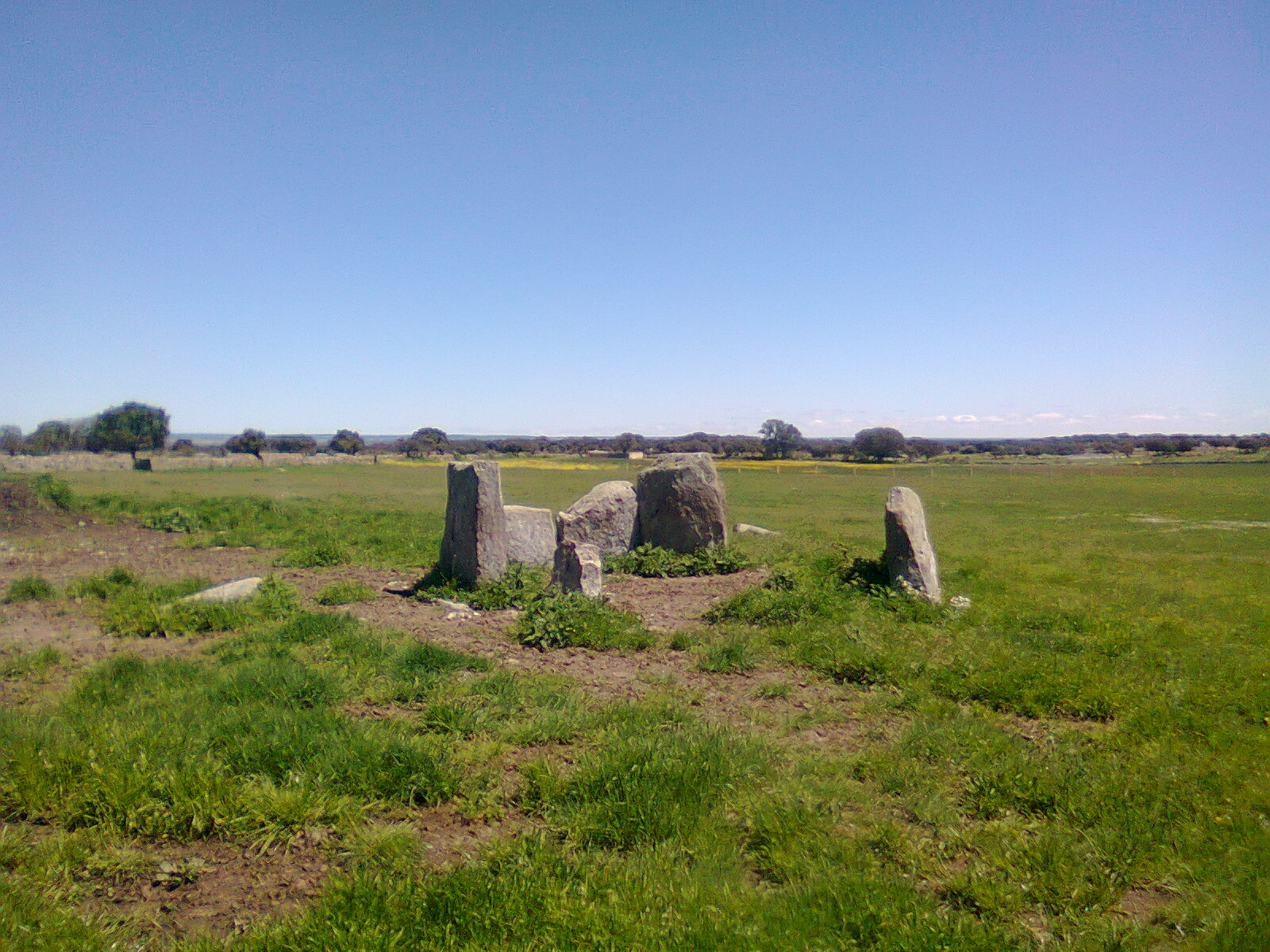
Dolmen von Zafrón
- Kirche Mariä Himmelfahrt (Iglesia de Nuestra Señora de la Asunción)
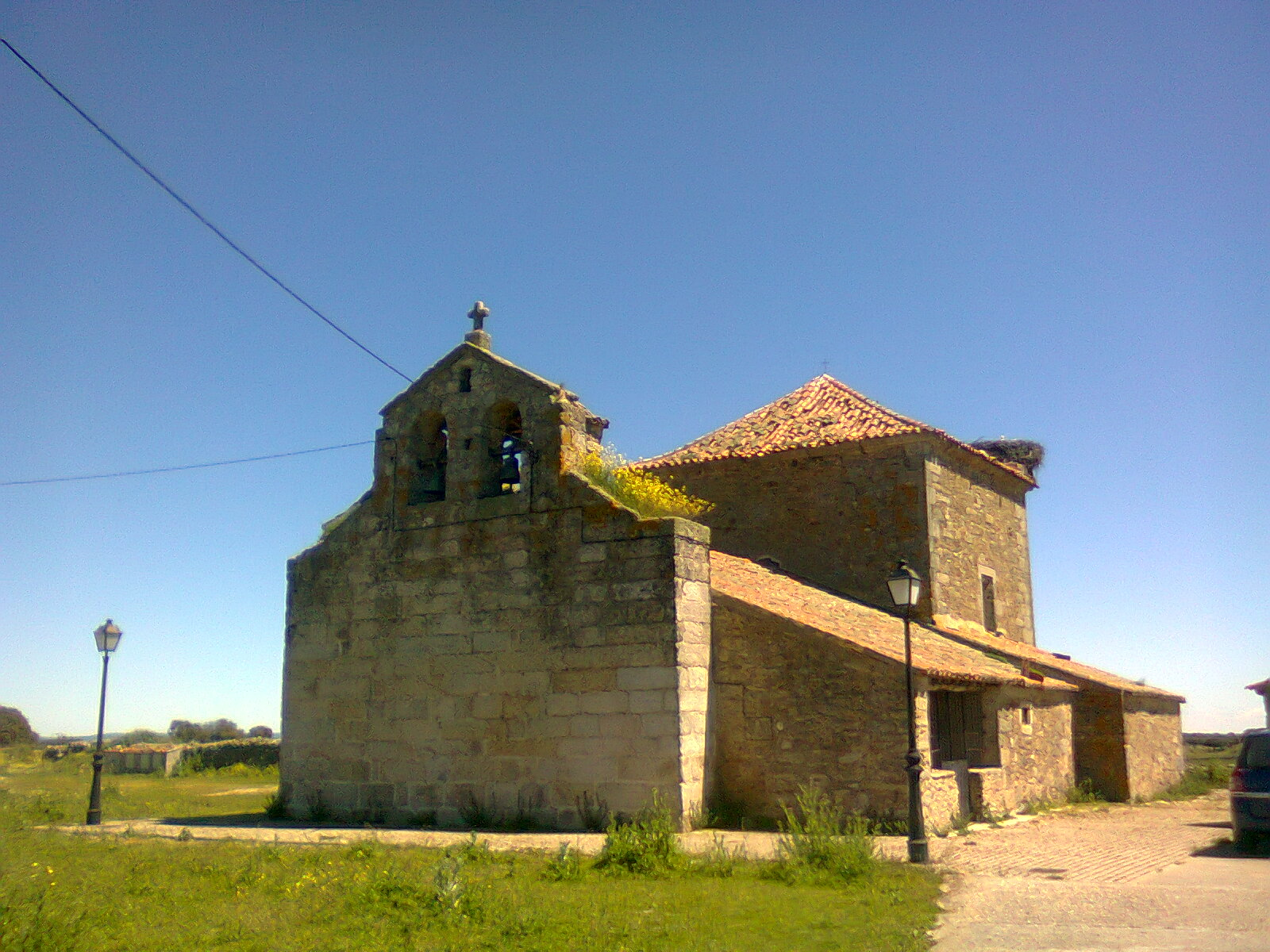
Kirche von Zafrón

- Dolmen von Zafrón
- Kirche von Zafrón